# Florian Kroenke
Florian Jan Kroenke (ur. 23 kwietnia 1909 w Tarnowie Pałuckim, zm. 18 lipca 2004 w Warszawie) – polski działacz państwowy.
Absolwent Akademii Ekonomicznej w Poznaniu (1933), następnie urzędnik w Starostwie Powiatowym w Wągrowcu, a później w urzędach skarbowych na terenie Wielkopolski; w czasie drugiej wojny światowej referent w niemieckim biurze handlowym. Od 28 marca 1945 (formalnie od 8 kwietnia 1945) do czerwca 1946 był pełnomocnikiem rządu, a następnie starostą powiatowym (lipiec – 15 listopada 1946) w Gorzowie Wielkopolskim. W okresie od 15 listopada 1946 do 14 stycznia 1949 był wicewojewodą poznańskim.
Został odznaczony m.in. Krzyżem Komandorskim Orderu Odrodzenia Polski, otrzymał również honorowe obywatelstwo Gorzowa Wielkopolskiego.